# Ascochyta viciae
Ascochyta viciae es una especie de hongo del género Ascochyta perteneciente a la familia Didymellaceae.
Ascofuranona es un antibiótico producido por A. viciae.